# 石頭湯

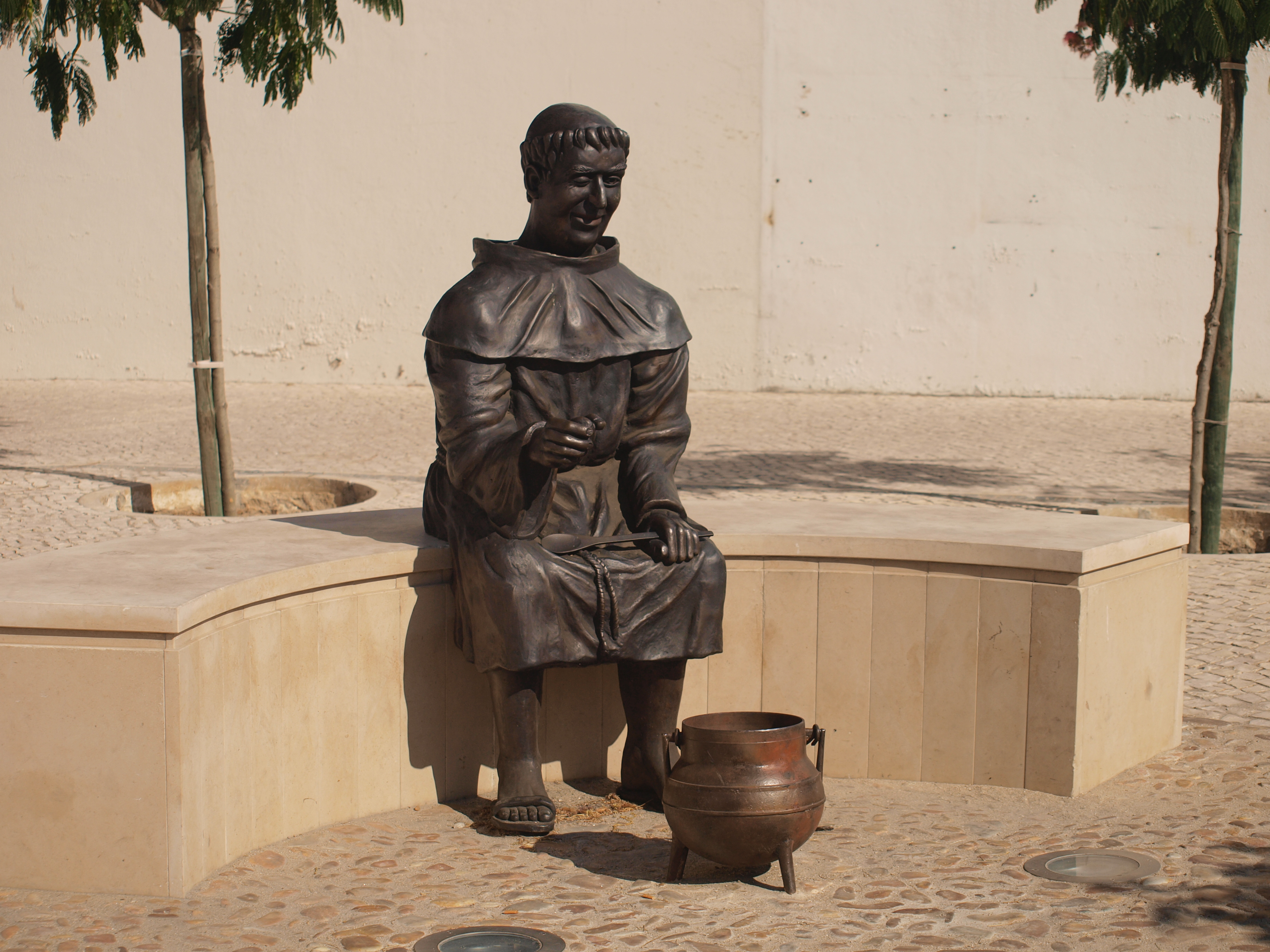
位於阿爾梅林的正在煮石頭湯的銅人像

石頭湯（英語：Stone Soup）是一个古老的西方民間故事。大致講述了幾個餓著肚子的外來人去到一個鎮子裏，蠱惑當地人讓他們分享自己的食物給旅行者的事情。在不同的傳統文化地區中，石頭會被換成其他常見的不能吃的東西，所以又稱作「斧頭湯」、「鈕扣湯」、「鐵釘湯」、「木頭湯」等。

## 故事内容
兩個什麽家當都沒有，只背著一口大鍋的旅行者到了一個村子裏面。但是沒有村民願意分享給這些人東西吃。之後，這幾個人把鍋放了下來，裏面盛滿水，放了幾個石頭進去然後點火煮了起來。有個村民很很好奇於是上前問他們在幹什麽。旅行者回答説「石頭湯」，而且說這個非常好吃，然後又補充說如果能夠借一些鹽放進去的話會更好吃。那位村民不介意幫忙所以給了鹽放進去，過了一會有有其他村民來問，於是又問這個村民借了胡蘿蔔放進去。接著越來越多的村民過來看并且往裏面加入了各種食材，最後湯煮熟了，把鍋裏面的石頭都取出來之後就做好了一鍋又有營養又好吃的湯，旅行者和村民共同分享了這鍋湯。雖然這個旅行者騙了村民，但是他們卻成功地製作了一鍋豐盛的湯給大家分享。

## 不同版本
在北歐國家，這個故事則被稱爲「鐵釘湯」，而主角通常是一個露宿街頭找東西吃的流浪漢，騙一個老婆婆說可以用鐵釘煮出好吃的湯來，如果她願意幫忙的話可以多加一點裝飾來使湯變得更美味。而東歐則稱之爲「斧頭湯」，内容和北歐的相似。
法國的故事和匈牙利的相同，旅行者都變成了回國的軍人，不過法國的是三名打完拿破崙戰爭的三個士兵。匈牙利的則是一個餓著肚子小士兵歷經辛苦返回故鄉時的故事。俄羅斯的版本則比較傳統，講的是一個士兵準備「斧頭卡莎」（Каша из топора）的故事。
约翰·彼得·黑贝尔則在1811年寫了類似情節的「狡猾的朝聖者」（Der schlaue Pilgrim），其中講述了一個老謀深算的朝聖者在説是去耶路撒冷的路途中，叫一個遇到的女主人一步步往「卵石湯」裏面加入各種食材，最後卻留下了沒吃的鵝卵石的故事。
在葡萄牙的傳統版本中，旅行者則化爲了僧人，而故事則在阿爾梅林發生。所以阿尔梅林也就自稱「石頭湯首都」，當地有不少的餐廳有賣「石頭湯」（sopa de pedra）。